# Cionini
Cionini – plemię chrząszczy z rodziny ryjkowcowatych. W jej obrębie zalicza się je do podrodziny Curculioninae.
Do cech synapomorficznych plemienia należą: odległość między oczami większa w części przedniej niż tylnej głowy, pierwszy człon biczyka czułków nie krótszy od drugiego, wyrostek międzybiodrowy śródpiersia (mezowentrytu) osiągający szerokość równą co najmniej połowie szerokości bioder oraz łączna długość dwóch pierwszych z widocznych sternitów (wentrytów) odwłoka co najmniej 2,5 raza większa niż łączna długość jego wentrytów trzeciego i czwartego. Ponadto u samic wszystkie odnóża mają golenie pozbawione wyrostków.
Takson ten wprowadzony został po raz pierwszy w 1825 roku przez Carla Johana Schönherra pod nazwą Cionides. Do plemienia tego zalicza się obecnie (zgodnie z pracą autorstwa Caldara & Korotyaev z 2002) siedem rodzajów, między innymi rodzaj Cionus obejmujący ponad 60 gatunków palearktycznych i orientalnych. Rzeczony rodzaj, jak również Cleopus, żyją na roślinach należących do rodziny trędownikowatych (Scrophulariaceae). Stereonychus i  Cionellus bytują z kolei na oliwkowatych (Oleaceae) (rodzaje Phyllirea i Chionanthus) i babkowatych (Plantaginaceae) (Globularia).